# Cerkev sv. Jurija, Sveti Jurij
Župnijska cerkev sv. Jurija (madžarsko Vízlendvai Szent György templom, prekmursko Cirkev Svétoga Jürija) je v kraju Sveti Jurij, župniji Sveti Jurij in občini Rogašovci.
Sveti Jurij je slavni mučenec, ki je razdal svoje premoženje revežem, javno izpovedal, da je kristjan, zato so ga mučili. Legenda o njem pravi,da je iz zmajevih krempljev iztrgal deklico, zmaja pa ubil. Tak je upodobljen tudi na cerkvi pri Svetem Juriju v Prekmurju.

## Župnija
Pri popisovanju graškega veleposestva, so leta 1336 našli prvi zapis o župniji svetega Jurija v Prekmurju. K župniji so spadale vasi: Domajinci, Krašči, Ropoča, Pertoča, Večeslavci, Arnoldovega Mikloša vas, Rogašovci, Serdica, Nuskova, Sotina, Bomisdorf, Saldinhof, Ocinje, Kramarovci, Fikšinci, Gerlinci, Korovci, Cankova, Kupretfalua, Gerečavci (Gerecsavec), in naselje Sveti Jurij. Leta 1698 so na območju jurijanske župnije ustanovili samostojno župnijo za vernike nemškega jezika v podružnični cerkvi sv. Helene na Pertoči. Leta 1756 so priključili župniji svetega Jurija tri vasi, ki so spadale h graški župniji: Gornje in Dolnje Slaveče ter Motovilce, vendar je ta vas 1793. leta spet v graški župniji. Leta 1754 so ustanovili župnijo na Cankovi. Tako se je število krajev, ki jih je zajemala župnija sv. Jurija, zmanjšalo. 5. maja 1808, je sombotelski škof priključil tri (tedaj) nemške vasi: Ocinje, Kramarovce in Fikšince, iz jurijanske župnije pa izločil Krašče in Večeslavce.
K današnji župniji pa spada  10 vasi: Sveti Jurij, Rogašovci, Nuskova, Serdica, Sotina, Dolnji Slaveči, Gornji Slaveči, Fikšinci, Kramarovci in Ocinje. Pred drugo svetovno vojno so imeli bogoslužje v slovenskem in nemškem jeziku. V omenjenih krajih je tudi več pripadnikov evangeličanske veroizpovedi in binkoštnikov.

## Prva cerkev v času kneza Koclja
Za časa vladavine kneza Koclja so postavili prvo cerkev v vasi Sveti Jurij v Prekmurju in je bila lesena. Kdaj pa so zgradili trdnejšo  ni znano, vsekakor je bilo to pred letom 1336. Do današnjih dni sta se od prvotne stare cerkve ohranila prezbiterij (bogoslužni prostor) in zvonik. Ko so leta 1925 gradili novo cerkev so ju vključili v celoto. Leta 1698 je bilo svetišče pokrito s skodlami, ostali deli pa z opeko. Cerkev je bila že obokana, prvotni strop pa je bil raven in lesen. Zvonik je bil zgrajen iz kamna, pokrit z deščicami in je imel le en zvon. Okrog cerkve je bilo pokopališče, obdano z zidom. Zvonik so prekrili leta 1774, na vrh so dali pločevinast sklep z dvojnim železnim križem. Obnovljeno cerkev je bila blagoslovljena 1732. leta.

## Reformacija
V času reformacije je tudi tu veljalo, da podložniki morajo sprejeti vero svojih gospodov. Tako je v gornjem Prekmurju ob prelomu 16. v 17. stoletje odigrala grofovska rodbina Szechyjev pri Gradu, pod patronatom katere je bil Sv. Jurij pomembno vlogo. S pristankom in podporo Szechyjev je že leta 1599 upravljal katoliško župnijo duhovnik, ki se je oklenil augsburške veroizpovedi. Leta 1618 je prevladala luteranska vera. Zadnji luteranski zemljiški gospod Dionizij Szechy je 1637. leta konvertiral (spremenil vero) in postal katoličan, kljub temu je v cerkvi pri Sv. Juriju vse tja do 1762. leta vztrajal luteranski predikant. Szechyjeva žena Sara Draškovič si je veliko prizadevala za rekatolizacijo nekdaj katoliških cerkva, toda navzočnost turške oblasti, vojno nasilje so preprečevali, da bi pred 1671. letom odstranili evangeličanskega duhovnika.

## Zidanje sedanje cerkve
Z deli so pričeli 10. aprila 1925, ko so podrli ladjo stare gotske cerkve, ohranili pa so prezbiterij in zvonik. Načrte za novo cerkev je naredil arhitekta H. Pascher iz Gradca. Sedanja cerkev ima tri ladje, prezbiterij in zakristijo, prostor okrog oltarja, stari prezbiterij in zakristijo, shrambo in kor. Strop je obokan.V cerkvi so zdaj trije oltarji. Glavni oltar je iz kararskega marmorja. Nad glavnim oltarjem je naslikan zaščitnik cerkve sveti Jurij. Drugi oltar je v prezbiteriju stare cerkve. Tretji oltar so postavili v Marijinem letu 1954. Oltar je iz umetnega kamna, Marija in štirje angeli pa so iz lipovega lesa v slonokoščeni barvi. Krstni kamen je iz marmorja, obhajilna miza pa iz umetnega kamna. Cerkev ima štiri vhode in kar 48 oken. Na zahodni strani cerkve je pod korom božji grob. V zvoniku jurijanske cerkve so trije zvonovi.  
Novo cerkev svetega Jurija je 15. septembra 1929 blagoslovil takratni mariborski škof dr. Andrej Karlin. Pred 60 - letnim jubilejem so na novo prekrili streho z eternitnimi ploščami, namestili bakrene žlebove in uredili pročelje celotne cerkve ter naredili nov strelovod.

## Arhitektura
Velika troladijska neoromanska cerkev iz 1925 ima ohranjen starejši gotski prezbiterij in zvonik. V prezbiteriju so ohranjeni pomembni gotski kamnoseški detajli.
Cerkev stoji v naselju, na rahli vzpetini in je pomembna dominanta v vasi.

## Zanimivost
V Dolnjih Slavečih, na hribčku Kukojca, je bila 29. avgusta 1993. leta ekumenska slovesnost, na kateri se je zbralo veliko katoličanov in evangeličanov. Škof dr. Franc Kramberger je blagoslovili novo hišno kapelo povišanja svetega Križa in nov zvonik v čast Mariji Pomočnici kristjanov. Kukojca je mejni kraj med župnijama Grad in svetega Jurij. Na kapeli je spominska plošča prvemu prekmurskemu katoliškemu pisatelju in duhovniku Miklošu Küzmiču. Hiša je last pečarovskega župnika Friderika Gumilarja. Tu se radi zbirajo duhovniki, bogoslovci, prijatelji in drugi verniki.

## Pomen besede
- dominánta  glavna, prevladujoča lastnost ali značilnost
- skódla   kalana deščica za pokrivanje streh
- predikánt   v protestantskem okolju, nekdaj kdor poklicno ali nepoklicno pridiga, pridigar
- kukojca ( prekmursko ) kukavica